# Píseň lásky samotářky
Píseň lásky samotářky (v anglickém originále A Love Song for a Bobby Long) je americký dramatický film z roku 2004. Režisérem filmu je Shainee Gabel. Hlavní role ve filmu ztvárnili John Travolta, Scarlett Johansson, Gabriel Macht, Deborah Kara Unger a Clayne Crawford.

## Ocenění
Scarlett Johansson byla za svou roli ve filmu nominována na Zlatý glóbus.

## Obsazení
| John Travolta      | Bobby Long    |
| Scarlett Johansson | Purslane Will |
| Gabriel Macht      | Lawson Pines  |
| Deborah Kara Unger | Georgianna    |
| Clayne Crawford    | Lee           |
| Dane Rhodes        | Cecil         |
| David Jensen       | Junior        |
| Warren Kole        | Sean          |